# Anna Laukner
Anna Laukner (* 1969) ist eine deutsche Tierärztin und Fachbuchautorin.

## Leben
Anna Laukner studierte von 1989 bis 1995 Tiermedizin an der Ludwig-Maximilians-Universität München. 1997 schloss sie dort das Studium mit ihrer Dissertation über die Fellfarben der Hunde ab. Diese Dissertation entstand in den Jahren 1996 und 1997. Zu dieser Zeit gab es noch keine Farbgentests. Die in der Dissertation zusammengetragenen Informationen entsprechen dem damaligen Wissensstand. Von 1997 bis 2012 war sie praktische Tierärztin in Deutschland und auf Ibiza. Seit 2012 ist sie als Amtstierärztin der Stadt Stuttgart tätig.
Bekannt wurde sie als Autorin von Fachbüchern, hauptsächlich zum Thema Hunde, und Heimtierratgebern. Seit 1992 veröffentlichte sie  Artikel in Hundezeitschriften, vor allem über Farbgenetik, etwa 200 Beiträge, u. a. für die Zeitschriften Schweizer Hundemagazin, das Schweizer Katzenmagazin und die Hunde Revue sowie für Vereinsorgane unterschiedlicher Hundezuchtvereine.

## Buchveröffentlichungen
- Die Fellfarbe beim Hund. Literaturstudie und Zuchtbuchauswertungen. Dissertation 1997
- Wenn meine Katze krank ist. Krankheiten vorbeugen und heilen. Kosmos 2002, ISBN 978-3-440-09097-8.
- Dog Finder. Ulmer Verlag 2003 ISBN 978-3-8001-3992-7.
- Hunde füttern. Einfach – lecker – gesund. Ulmer 2006 ISBN 978-3-8001-4925-4.
- Deutscher Schäferhund. Kosmos Verlag 2010, ISBN 978-3-440-12214-3.
- Taschenatlas Kleine Hunderassen. Ulmer 2011, ISBN 978-3-8001-7655-7.
- Taschenatlas Hunderassen. Ulmer 2011, ISBN 978-3-8001-9224-3.
- Katzen richtig füttern. Gesund – lecker – appetitlich. Ulmer 2013 ISBN 978-3-8001-9029-4.
- Katzen! Alles über Katzen-Charaktere, Wohngefühl und Gourmet-Menüs. Ulmer 2016 ISBN 978-3-8001-1670-6.
- mit Christoph Beitzinger, Petra Kühnlein: Genetik der Fellfarben beim Hund. Kynos Verlag 2021, ISBN 978-3-95464-150-5.